# Slaget ved Lissa (1866)
 For alternative betydninger, se Slaget ved Lissa. (Se også artikler, som begynder med Slaget ved Lissa)
Slaget ved Lissa fandt sted 20. juli 1866 nær øen Lissa i Adriaterhavet. Øen tilhørte på det tidpunkt kejserriget Østrig. I dag er øen en del af Kroatien og kaldes Vis. Slaget blev vundet af den østrigske flåde over den talmæssigt overlegne italienske flåde. Kampen var den første mellem flåder af panserskibe, og den fik stor betydning, fordi den østrigske flåde med held satsede på at vædre modstanderne frem for at sænke dem med kanonild.
Slaget var en del af den tredje italienske frihedskrig, hvor Kongeriget Italien var allieret med Preussen, der på samme tid var deltager i den preussisk-østrigske krig og dermed kom Østrig i krig på to fronter. Det vigtigste italienske mål i krigen var erobringen af Venedig fra østrigerne.
Begge flåder bestod af både moderne panserskibe og et antal ældre upansrede skibe. Den italienske flåde havde 12 panserskibe og 14 upansrede og var dermed noget stærkere end den østrigske, der talte henholdsvis 7 og 19 skibe af de to typer. For østrigerne var det et endnu større problem, at de havde langt færre riflede kanoner, 121 mod italienernes 276, og at de dermed manglede skudkraft i kampene skib mod skib. Af de 19 panserskibe i slaget var 18 traditionelle panserfregatter/korvetter med kanonerne anbragt langs skibssiden, mens nummer 19 var det helt nye italienske Affondatore, med kanonerne anbragt i drejetårne og med en kraftig vædderstævn.
Den tidligere italienske flådeminister, grev Carlo di Persano var som 60-årig blevet hentet tilbage i aktiv tjeneste som leder af den italienske flådestyrke, mens den østrigske blev ledet af den energiske 39-årige kontreadmiral Wilhelm von Tegetthoff. Betydningen af herredømmet i Adriaterhavet var indlysende for begge parter, så de to landes flådestyker i kampen omfattede alle deres panserskibe samt det meste af deres øvrige sejlende materiel.

## Forhistorien
I juni 1866 brød den preussisk-østrigske krig ud. Italien, der var allieret med Preussen, erklærede Østrig krig, og sendte tropper ind i Lombardiet. Selv om den italienske hær var talmæssigt overlegen i forhold til den østrigske, blev den slået ved Custozza den 24. juni, og tvunget på tilbagetog. Italienerne blev reddet af, at preusserne vandt en afgørende sejr over den østrigske hær i slaget ved Königgrätz den 3. juli. Efter nederlaget til Preussen begyndte østrigerne at forhandle om våbenstilstand, og da denne nyhed nåede Italien, blev der bud efter den italienske flåde. Foruden ønsket om at indlemme det italiensk-talende Venedig, ville italienerne også gerne overtage de områder langs Adriaterhavets østkyst, der i århundreder havde været en del af republikken Venedig, og som i dag udgør en stor del af Kroatien. Det var derfor vigtigt, at flåden hjalp med til erobringen af nogle af disse områder, så Italien kunne stå stærkere ved en fredsforhandling. Flåden krydsede i Adriaterhavet under ledelse af admiral Persano i dagene mellem 9. og 11. juli, men angreb ikke østrigerne. Persanos passivitet blev kritiseret af den italienske flådeledelse, og han fik direkte ordre på at sejle til øen Lissa, foretage en landsætning og erobre øen, der var kendt som "Adriaterhavets Gibraltar". Flådeledelsen anså projektet som oplagt: Den italienske flåde var takket være afdøde ministerpræsident Cavours fremsynede planlægning blevet væsentligt større og mere moderne end den østrigske, og nu skulle den vise sit værd.
På østrigsk side var Tegetthoff udmærket klar over sine skibes svagheder. Østrig havde ikke holdt trit med Italien i byggeprogrammerne for panserskibe, og nu forsøgte man at forstærke de upansrede skibe med jernplader, jernbaneskinner og ankerkæder. For at råde bod på manglerne ved de forældede, glatløbede kanoner, valgte Tegetthoff en strategi, der gik ud på at søge nærkamp og vædre fjenden. De østrigske skibe, også træskibene, blev jævnligt sendt til søs for at træne vædring mod udlagte tømmerflåder.
På Lissa havde østrigerne en garnison på 1.833 mand. Øen var velbefæstet og forsvarerne rådede over fire kystbatterier med tilsammen 88 kanoner. På toppen af øens 585 m høje bjerg Hügel Hum lå en politistation, hvorfra der var telegrafforbindelse til fastlandet via øen Hvar. Den italienske flåde forlod sin base i Ancona den 16. juli og lå dagen efter ud for Lissa.

## Slagets gang

### Italienerne bombarderer Lissa
Den 17. juli krydsede Persanos flåde rundt i farvandet ud for Lissa, men så langt fra øen, at de ikke kunne ses derfra. Det eneste skib, der kom i nærheden af øen, var Messaggero, der blev sendt på opklaringstogt med flådens stabschef om bord. Formålet var at få kortlagt placeringen af kystbatterierne og de øvrige fæstningsanlæg. Den næste dag rykkede flåden tættere på øen og indledte et bombardement. En afdeling kanonbåde sendt til øen Hvar for at forsøge at ødelægge telegrafforbindelsen, men det skete først efter at meddelelsen om angrebet var nået igennem til fastlandet. Flere mindre skibe blev sendt mod nordvest for at udføre opklaringstjeneste, specielt med henblik på at holde øje med den østrigske flåde. Resten af flåden gik til angreb på Lissa fra tre sider klokken ni. Persano ledede 1. division, med fire panserskibe, der angreb forterne ved San Giorgio-bugten på øens nordside, mens de fire panserskibe i Ribotys 3. division angreb forterne lidt længere mod øst. Den italienske 2. division, under kontreadmiral Vacca, angreb bugten ved Comisa på øens vestlige del med tre panserskibe, og endelig blev træskibene sat til at beskyde stillingerne ved Manegobugten på sydkysten, hvor landsætningen var planlagt. Østrigerne gjorde hårdnakket modstand, og specielt ved Comisa viste det sig, at de italienske kanoner var virkningsløse mod de højt beliggende forter. Admiral Vacca tog konsekvensen, og sluttede sig i stedet til sin chef ved San Giorgio.
Næste dag, den 19. juli, fortsatte de italienske bombardementer. Persano lod hele flåden gå ind i San Giorgio-bugten, hvor den beskød Lissas havn. Italienerne fik i løbet af dagen yderligere forstærkning i form af det helt nye panserskib Affondatore, samt nogle troppetransportskibe, der bragte den italienske invasionsstyrke op på 2.200 mand.

### Søslaget begynder
På angrebets tredje dag, den 20. juli, var situationen kritisk for de østrigske tropper på Lissa. To tredjedele af kanonerne var blevet ødelagt under de foregående dages bombardementer, og italienerne gjorde sig klar til at gå i land. Admiral Persano havde den 19. om aftenen givet ordre om, at landsætningen skulle ske i Karoberbugten på øens nordside, så tidligt om morgenen sejlede transportskibene og deres eskorte af træfregatter i den retning, mens nogle af panserskibene gjorde klar til at bombardere havnen ved Lissa og forterne ved San Giorgio-bugten. De øvrige panserskibe var fordelt sådan, at Varese og Terribile lagde an til et nyt bombardement ved den vestlige Comisa-bugt, mens Formidabile, Re di Portogallo og Castelfidardo lagde sig nord for Lissa for at reparere skader fra de to foregående dage. Længere mod nord havde Persano udstationeret det hurtige skib Esploratore, som skulle holde øje med den østrigske flåde.
Klokken 7:50 om morgenen, mens de italienske skibe var på vej til deres aftalte positioner, kom Esploratore pludselig dampende tilbage med signalflag, der sagde "Mistænkelige fartøjer retning VNV". Det udløste heftig aktivitet på Persanos flagskib, og der blev signaleret rundt til flåden: Landsætningen blev aflyst, og flåden gik mod vest, for at få samlet panserskibene. Da det var sket, drejede panserskibene mod nord for at møde østrigerne, mens transportskibene, træfregatterne og kanonbådene fortsatte mod vest for at være i dækning bag panserskibene. De to panserskibe fra Comisa-bugten forsøgte også at slutte sig til flåden, men Terribile var for langsom, og lagde sig i stedet sammen med transportflåden, mens Varese forsøgte at hænge på som sidste skib i den italienske 3. division. Blandt de skibe, der lå til reparation, var Formidabile så ilde tilredt, at den opgav at slutte sig til flåden, og den sejlede i stedet vestpå, og gik senere til Ancona. Så da slaget begyndte, var stillingen ikke længere 12 italienske panserskibe mod 7 østrigske, men derimod 10 mod 7.

### Den østrigske optakt
Om morgenen den 19. juli havde Tegetthoff i flådebasen i Fasano (ved Pola) fået underretning om det italienske angreb på Lissa, og han satte straks den østrigske flåde i bevægelse. Klokken 13:30 stod den samlede flåde ud af havnen med kurs mod Lissa. Flåden kunne holde en fart af syv knob, med de syv panserskibe i 1. division forrest, fulgt af de store træskibe i 2. division og kanonbådene i 3. division. På fløjene og foran flåden lå hurtige opklaringsskibe. Divisionerne sejlede i en kileformet formation, og den stående ordre var, at man ved mødet med fjenden skulle gå i nærkamp og forsøge at vædre. Da den italienske flåde kom til syne dagen efter, hejste Tegetthoff klokken 10:30 signalet "Fuld fart i retning af fjenden for at sænke ham".

### Den italienske slagplan
Som nævnt var de italienske panserskibe på vej mod nord for at møde østrigerne. Forrest lå 2. division med admiral Vaccas tre panserskibe (Principe di Carignano, Ancona, Castelfidardo), så fulgte de fire skibe i admiral Persanos 1. division (Re d'Italia, San Martino, Palestro, Affondatore), og derpå de tre i kommandør Ribotis 3. division (Re di Portogallo, Maria Pia, Varese).
Klokken 10:15 standsede Persano pludselig Re d'Italia. Han havde besluttet at skifte flagskib til Affondatore og lod sig sejle derover. Denne manøvre blev udført så klodset, at hele flådens styring blev kastet ud i kaos: Persano signalerede ikke om, at hans division standsede, så 2. division fortsatte nordpå, hvorved der kom en stor åbning mellem de to divisioner. Persano gav heller ikke besked om skiftet af flagskib, så i den følgende del af slaget spejdede de italienske kaptajner forgæves efter instruktioner fra det forkerte flagskib. Under kampen indgik Affondatore ikke i den italienske linje, men lå ved siden af de øvrige panserskibe, i læ for østrigerne.

### Østrigerne angriber
Tegetthoff så med det samme åbningen i den italienske formation, og signalerede til sine divisioner om at slutte op i kølvandsorden for at bryde igennem den italienske linje. Inden hans skibe nåede så langt, havde det forreste italienske skib, Principe di Carignano åbnet ild på 1.500 meters afstand, men italienerne opnåede kun at indhylle flåderne i krudtrøg, da man endnu ikke havde opfundet det røgfri krudt. Østrigerne fortsatte sydpå, og selv om den forreste italienske division forsøgte at komme ind i kampen igen, så de ikke ret meget mere til østrigerne.
Tegethoffs panserskibe drejede efter gennembruddet mod vest for at angribe Persanos division, som nu pludselig havde den østrigske 2. division på sin ene side, og Tegetthoffs 1. division på den anden. Tegetthoff havde med sit gennembrud opnået at kunne angribe med syv panserskibe mod fire italienske. Denne styrkemæssige omfordeling kunne dog ikke udnyttes fuldt ud på grund af krudtrøgen, så kampen fik karakter af individuelle opgør mellem skibene.
Træskibene i den østrigske 2. division fortsatte imidlertid mod syd og kom omkring klokken 11 i kamp med kommandør Ribotis 3. division. Det forreste østrigske skib, linjeskibet Kaiser styrede lige imod det forreste italienske skib Re di Portogallo, og vædrede det. Vædringen illustrerede klart forskellen på panserskibe og træskibe. Det italienske panserskib fik kun mindre skrammer, mens Kaiser mistede formasten, som i sit fald tog en skorsten og nogle kanoner med, og startede en brand om bord. Kaiser fik klaret sig fri af den efterfølgende beskydning, som kostede 99 døde eller sårede, og skibet gik længere mod syd for at reparere. På sin vej lå det pludselig ud for Affondatore, der som nævnt ikke indgik i den italienske kamplinje. Affondatore havde kurs direkte mod siden på Kaiser, men drejede så af. Da admiral Persano senere blev afhørt i det italienske senat, forklarede han, at han mente at Kaiser allerede var dømt til undergang, og han anså det for unødig grusomhed at sænke skibet og skade dets besætning. På Kaiser kvitterede man for ridderligheden med en bredside, og skibet klarede sig i sikkerhed i San Giorgio-bugten, hvorefter resten af 2. division vendte tilbage til slaget.
De østrigske panserskibe, med Tegetthoffs Ferdinand Max i spidsen, nåede omkring klokken 11:30 på tæt hold af de tre resterende italienske panserskibe i 1. division. Der blev gjort flere forsøg på at vædre, men først da Re d'Italia fik problemer med sit ror, fik Tegetthoff succes. Med 11 knob styrede Ferdinand Max ind i siden på Re d'Italia, som sank på få minutter og tog 381 mand med i dybet. De østrigske skibe havde ikke held med flere vædringer, men opnåede dog at skyde panserskibet Palestro i brand, så det måtte trække sig ud af kampen.
Omkring klokken 12 samlede de italienske skibe sig bag admiral Vaccas flagskib, med kurs mod SØ. På nogenlunde samme tid gav Tegetthoff sine skibe ordre til at stævne i samme retning, så de lå øst for italienerne. Persano og Affondatore lå noget længere mod syd, og ingen reagerede tilsyneladende på hans signaler. Om bord på det brændende Palestro fulgte man den gængse procedure, der gik ud på at oversvømme krudtlagrene, men noget gik galt, og klokken 14:30 eksploderede skibet og 230 mand omkom.
Henad klokken tre havde Persano endelig sluttet sig til resten af sin flåde. To panserskibe var sænket, et var sejlet tilbage til Ancona, og nu meldte San Martino, at det ikke kunne følge med i kampformationen. Lagrene af kul og ammunition var begrænsede, så Persano så ingen anden udvej end at stævne mod Ancona, hvortil han ankom den følgende dag.

## Efter slaget
Da Admiral Persano gik i land i Ancona, udråbte han af uransalige grunde slaget til en stor italiensk sejr. Italienerne havde lidt alvorlige nederlag til lands, og man tørstede efter gode nyheder. Så da admiralens melding kom, udbrød der spontane folkefester i flere store byer med fyrværkeri og anden jubel. Så meget større var forbitrelsen, da sandheden kom frem. Persano var italiensk senator, så han kunne ikke stilles for en krigsret, og det blev i stedet senatet, der skulle afhøre ham. Her var der ingen pardon. Admiralen blev degraderet og afskediget i unåde.
Tegetthoff blev allerede dagen efter slaget per telegram udnævnt til viceadmiral, og den følgende dag nåede han i spidsen for sin flåde tilbage til Fasano, og i dette tilfælde til fortjent jubel. Der er den krølle på historien, at hyldesten foregik på venetiansk (et romansk sprog med mange ligheder med italiensk), for i den østrigske flåde var det kommandosproget. Området omkring Venedig havde været østrigsk siden 1815, og de fleste østrigske søofficerer var uddannede på byens flådeakademi og talte lige som Tegetthoff flydende venetiansk. En stor del af matroserne var fra Venedig, men den største part, omkring 5,000 mand, var fra Istrien og den dalmatiske kyst i det nuværende Kroatien.
Med hensyn til krigens udfald fik slaget ingen betydning. Takket være den preussiske indsats bad Østrig om fred. Man vægrede sig ved at skulle afstå Venedig til de italienerne, der var blevet så grundigt afklapsede både til lands og til vands, så der blev lavet en aftale om, at området blev afstået til det mæglende franske kejserrige under Napoleon den 3.. Han gav derefter Venedig videre til italienerne. I kraft af den østrigske flådes indsats havde Italien ikke haft held til at erobre nogle af de dalmatiske øer eller kyststrækninger, så disse forblev under østrigsk herredømme.

## Slagets betydning for skibsbygning og taktik
Begivenhederne under slaget ved Lissa blev studeret nøje i maritime kredse. Det var det første slag mellem flåder af panserskibe, og mens alle kendte skibenes overlegenhed i forhold til upansrede skibe, tørstede man efter viden om, hvordan de klarede sig mod hinanden. Vædringen af Re d'Italia blev godtaget som bevis for det berettigede i vædderstævnens tilbagekomst til våbenarsenalet, og af mange søofficerer blev den nu anset som skibenes vigtigste våben, og alle nye panserskibe blev forsynet med en.
Man hæftede sig ikke så meget ved, at næsten alle de øvrige vædringsforsøg i slaget var slået fejl, fordi modparten var drejet af, og at Re d'Italia faktisk havde haft problemer med styringen, da det blev ramt. Senere erfaringer viste også, at der ikke blev sænket flere panserskibe ved vædring under kamp – men derimod nogle, når skibe i samme eskadre kludrede i manøvrerne og vædrede hinanden med fatale resultater. Fejltolkningen af vædderstævnens betydning er forståelig, fordi den kom på et tidspunkt, hvor panseret ikke kunne gennemhulles af de eksisterende kanoner, og hvor man derfor søgte efter nye veje. Nogle få år efter var der imidlertid nye kanoner på banen, der ændrede balancen, men alligevel holdt man fejlagtigt fast i vædderstævnen og i indøvelsen af vædringstaktikker.

## Skibene i slaget

### Østrig

#### 1. division — Panserskibe
- Erzherzog Ferdinand Max: Flådens flagskib, klassificeret som fregat af 2. klasse og søsat i 1865.
- Habsburg: Søsat i 1865 og søsterskib til Erzherzog Ferdinand Max.
- Kaiser Max: Panserfregat af 3, klasse, søsat i 1862.
- Don Juan d'Austria: Søsat i 1862, og søsterskib til Kaiser Max.
- Prinz Eugen: Ligeledes søsat i 1862, og søsterskib til Kaiser Max.
- Drache: Panserkorvet, søsat i 1861.
- Salamander: Søsat i 1861 og søsterskib til Drache.

#### 2. division — Træskibe
- Kaiser: Flagskib for divisionen. Dobbeltdækket skrue-linjeskib, søsat i 1858.
- Novara: Skruefregat, søsat i 1850.
- Schwarzenberg: Skruefregat, søsat i 1853. Deltog også i slaget ved Helgoland.
- Radetzky: Skruefregat, søsat 1854. Deltog ligeledes i slaget ved Helgoland.
- Donau: Skruefragt, søsat 1856 og søster til Radetzky.
- Adria: Skruefragt, søsat 1856 og søster til Radetzky.
- Erzherzog Friedrich: Skruekorvet. søsat 1857.

#### 3. division — Mindre skibe
- Narenta: Skruekanonbåd, med 2 styk 48 pund glatløbede og 2 styk 24 pund riflede kanoner.
- Kerka: Skruekanonbåd, søster til Narenta.
- Hum: Kanonbåd af 2. klasse, med 2 styk 48 pund glatløbede og 2 styk 24 pund riflede kanoner.
- Vellebich: Søster til Hum.
- Dalmat: Søster til Hum. (as Hum)
- Seehund: Kanonbåd af 2. klasse, med 2 styk 48 pund glatløbede og 2 styk 24 pund riflede kanoner.
- Wal: Søster til Seehund.
- Streiter: Søster til Seehund.
- Reka: Søster til Seehund.
- Andreas Hofer: Skruedrevet følgeskib med 3 styk 30 pund glatløbede.
- Kaiserin Elizabeth: Hjuldamper, søsat i 1854, med 4 styk 12 pund glatløbede kanoner.
- Greif: Hjuldamper med 2 styk 12 pund glatløbede kanoner.
- Stadion: Ubevæbnet damper fra handelsflåden. Brugt som opklaringsskib foran krigsskibene.

### Italien

#### 1. division – Panserskibe
- Affondatore: Blev flagskib under slaget. Det eneste skib i slaget med kanontårne.
- Re d'Italia: Flådens flagskib ved slagets begyndelse. Søsat 1863 og klassificeret som panserfregat af 2. klasse. Vædret og sænket.
- San Martino: Søsat 1863. Panserfregat af 2. klasse.
- Formidabile: Søsat 1861. Blev skadet under bombardementerne og deltog ikke i selve slaget.
- Palestro: Panserkorvet, søsat 1865. Blev skudt i brand og sprang senere i luften.

#### 2. division – Panserskibe
- Principe di Carignano: Søsat 1863 som panserfregat af 3. klasse. Flagskib for 2. division.
- Ancona: Søsat 1864. Søsterskib til San Martino.
- Castelfidardo: Søsat 1863. Søsterskib til San Martino.

#### 3. division – Panserskibe
- Re di Portogallo: Søsat 1863. Søsterskib til Re d'Italia og flagskib for 3. division.
- Regina Maria Pia: Søsat 1863. Søsterskib til San Martino.
- Terribile: Søsat 1861. Søsterskib til Formidabile. Lå for langt væk fra flåden, da slaget begyndte, og sluttede sig i stedet til transportflåden.
- Varese: Søsat 1865. Søsterskib til Palestro.

#### Hjælpeeskadren – træskibe
- Maria Adelaide: Skruefregat, søsat 1859 i kongeriget Sardinien. Flagskib for eskadren.
- Gaeta: Skruefregat, søsat 1861 i kongeriget Napoli.
- Duca di Genova: Skruefregat, søsat 1860 i kongeriget Sardinien.
- Garibaldi: Skruefregat, søsat 1860 i kongeriget Napoli (som Borbone).
- Principe Umberto: Skruefregat, søsat 1861 i kongeriget Sardinien.
- Carlo Alberto: Skruefregat, søsat 1853 i kongeriget Sardinien.
- Vittorio Emanuele: Skruefregat, søsat 1856 i kongeriget Sardinien.
- San Giovanni: Skruekorvet, søsat 1861 i kongeriget Sardinien.
- Governolo: Hjulkorvet, søsat 1849 i kongeriget Sardinien.
- Guiscardo: Hjulkorvet, søsat 1843 i kongeriget Napoli.
- Ettore Fieramosca: Hjulkorvet, søsat 1850 i kongeriget Napoli.

#### Mindre skibe
- Montebello: Kanonbåd, søsat 1860 i kongeriget Sardinien (258 t, 7.0 knob, 4 styk 12 punds kanoner).
- Vinzaglio: Kanonbåd, søsat 1860 og søsterskib til Montebello.
- Confidenza: Kanonbåd, søsat 1860 og søsterskib til Montebello.
- Esploratore: Hjuldamper, opklaringsskib, søsat 1863 (981 t, 17.0 knob, 2 styk 12 punds kanoner)
- Messaggere: Hjuldamper, søsat 1863 og søsterskib til Esploratore.

Desuden transportskibe til tropperne og dampere til signal- og opklaringstjeneste.

## Maritime navne fra slaget

### Italien
Italienerne havde ikke så meget at fejre, men navngav dog skibe efter officerer fra slaget:
Alfredo Capellini, der forgæves forsøgte at redde Palestro sammen med sit mandskab, fik opkaldt en kanonbåd (søsat 1868), en monitor (søsat 1915) og to undervandsbåde efter sig.
Faà di Bruno, der gik ned med Re d'Italia, har ligeledes lagt navn til en kanonbåd (søsat 1869), en monitor (søsat 1916), og en undervandsbåd (søsat 1939).
Augusto Riboty, hvis ledelse af den italienske 3. division grænsede til det kompetente, fik i 1916 en destroyer opkaldt efter sig.

### Østrig
I den østrig-ungarske flåde blev navnene fra slaget brugt på mere prominente skibe:
SMS Lissa var et panserskib på 7.086 tons, søsat i 1869.
Det første SMS Tegetthoff var et panserskib på 7.431 tons, søsat i 1878.
Det andet SMS Tegetthoff var et af Østrig-Ungarns fire slagskibe af dreadnought-typen, søsat i 1912. Ironisk nok måtte østrigerne efter 1. verdenskrig aflevere skibet til italienerne, som huggede det op i 1924-25.